# 黒騎士物語
『黒騎士物語』（くろきしものがたり）は、小林源文の漫画である。月刊ホビー雑誌「ホビージャパン」上にて1982年3月号から1983年8月号まで連載されていた戦争劇画。第二次世界大戦中の東部戦線を舞台に、架空のドイツ軍戦車中隊「黒騎士中隊」の活躍と終焉を描く。

## ストーリー
1943年秋、東部戦線のロシア南部の名も無い村はずれに駐屯していた第8中隊に、補充兵のクルツ・ウェーバーが到着する場面から物語は始まる。その後はドイツ敗戦まで東部戦線を生き抜く様を描き、戦後にクルツと思しき人物とバウアーの父と思しき人物が再会する場面で物語は終幕する。

## 登場人物
クルツ・ウェーバー
最終階級は軍曹、当初は上等兵で中隊長車の装填手、軍団直属部隊としての再編以降は中隊長車の砲手に、後半の新車両受領以降には02号車の戦車長となっていた。
本作の主人公で物語はクルツの戦歴を積み重ねて成長する様を描いているが、エルンストのキャラクターが強烈で主人公としては若干影が薄い。第二次世界大戦を生き抜き無事に復員している。
エルンスト・フォン・バウアー
1913年1月28日生まれ。最終階級は大尉で、本作の準主役とも言える。当初は第8中隊長で中尉だった。物語中で右目を失明して眼帯をしている。軍規違反の為に中隊ごと戦車なしで戦車猟兵となった後に軍直属戦車中隊「黒騎士中隊」の中隊長となり大尉に昇進する。その後は中隊と共に東部戦線を転戦して1945年1月10日に騎士十字章を受章、同年5月9日の最後の戦闘で戦死した。
オットー・シュルツ
最終階級は准尉で、当初は中隊先任下士官で曹長、中隊長車の砲手だったが軍団直属部隊としての再編以降は02号車の車長に、戦死前の戦いでは第3小隊を指揮していたと思われる。エルンストとは長い付き合いで彼が少尉任官後に配属された時からの戦友だった。1945年2～3月頃に戦死する。本作では中隊の一員として戦闘に参加する場面が多いが、『黒騎士物語外伝』では中隊本部班長として後方支援任務に従事する場面が多くなっている。
マイヤー
最終階級は軍曹で、当初は伍長で中隊長車の操縦手だった。ハンブルク出身でソーセージ職人の息子、所帯持ちで妻と幼い1人の子供をハンブルクに残してきている。最終的な生死は不明だが仮に最後の戦闘まで生き延びていても中隊長車は撃破されて乗員は埋葬され、クルツ車はクルツ以外はソ連兵に射殺されているので戦死したと思われる。
ハンス
最終階級は伍長で、当初は上等兵で中隊長車の無線手だった。マイヤーと同じ理由で戦死したと思われる。
エミール・フォン・バウアー
第12装甲軍（架空の部隊）司令官の陸軍大将で、エルンストの父でもある。エルンストは次男であり、長男のハンスは空軍大尉だったが戦死、三男のクルトは陸軍工兵少尉だったがスターリングラード攻防戦で捕虜になり生死不明となってしまった。陸軍参謀総長のハインツ・グデーリアンとは旧知の仲の様子でお互いを名で呼び合っている。第一次世界大戦ではプール・ル・メリット勲章を受章していた。
戦後に彼と思われる人物がクルツと思われる人物と再会するシーンが描かれている。

## 黒騎士中隊メンバーが登場する他作品
黒騎士物語外伝
1943年冬のキエフ南部付近における黒騎士中隊の戦闘を描いた作品で、本作の第2話から第3話の間の期間に該当する。この作品の冒頭の解説からエルンストとオットーはモスクワ戦の従軍経験者であることが読み取れる。
ウサギの黒騎士
『狼の砲声』限定版ならびに『オメガJ』に収録。『Cat Shit One』の手法を用いドイツ兵はウサギに、ソ連兵は熊に、それぞれ擬人化されている。
ウサギの黒騎士物語
『Cat Shit One '80』Vol.3に収録。上記「ウサギの黒騎士」と名前が似ているが別作品。エルンスト以下黒騎士中隊全員もウサギである。中隊の装備はパンター戦車。ウサギのエルンストは戦闘中恐怖のあまり失神するなど、本編とは違って非常に頼りない人物であり、オットーがソ連兵と裏取引をしながらサポートしている。
ゲルマンの騎士
「スターリングラード42/43」の冒頭でエルンストと弟のクルトが再会する場面の他、第6装甲師団に転属して第8中隊長となったエルンストも描かれている。当初は38（t）戦車に乗車し、転属と共にIV号戦車G型に装備変更した。クルトはスターリングラードの戦いを生き延びたものの捕虜となり、以後の生死は不明。
狼の砲声
第7話「ゴロドクの災難」で主役のハーゲン少尉の他、カンプグルッペZbvのシュタイナー少佐・ブルクハイト中尉・オットー・アッシュ・コワルスキー、パンツァークリークのヴェルナー軍曹・ハンス、装甲擲弾兵のパイパーSS少佐・フランツらと共に豪華に競演している。余談だがこの戦闘でハーゲン・ヴェルナー・オットー・バウアーがそれぞれ自身がゴロドクのT-34/85を撃破したと思っており、ヴェルナーとオットーは戦果を譲らず殴り合いにまで発展した。その脇ではハーゲンとゴロドクが殴り合いを演じ、それを見たエルンストはオットーに戦車兵魂だと笑っていた。実際にはハーゲンがブルクハイトから奪ったIII号戦車から放った50mm砲弾以外はダメージを与えており協同戦果とするべきだろう。
鋼鉄の死神 ミヒャエル・ビットマン戦記
ドニエプル川の戦いの最中、武装親衛隊の戦車エース、ミハエル・ヴィットマンと彼のティーガーIに遭遇する。エルンストはIV号戦車に搭乗している。

## 書籍情報
- 『黒騎士物語』（旧版、月刊ホビージャパン1985年2月号別冊、絶版）
- 『黒騎士物語』（日本出版社、1986年）ISBN 4-9308-9263-5
- 『黒騎士物語外伝』（世界文化社、2001年）ISBN 4-418-01523-X
- 『【限定版】狼の砲声』（学習研究社、2005年）ISBN 4-05-604172-5
- 『【愛蔵版】黒騎士物語』（ストライク アンド タクティカルマガジン2008年1月号別冊）雑誌 15540-01

## 関連商品

### 俺のケツをなめろ! EAST FRONT 1944
本作を元にし、第二次大戦末期の東部戦線でソ連軍に包囲された友軍を救出することを競うカードゲーム『俺のケツをなめろ! EAST FRONT 1944』が「天下布武かあどげえむ」から1980年代に販売された。
パッケージやカードに本作のイラストが用いられているほか、「俺のケツをなめろ!」や「よし!教育してやる」「情け無用ファイヤー」など作中のセリフがカード化されている。
2015年にはメビウスよりAndroidアプリ版の配信が発表された。
クラウドファンディングのMotionGalleryで、リニューアル製品化プロジェクトの資金調達がなされ、目標額を上回ったため、2016年にゲンブンゲームズより再版された。ASIN B01C3WQ4PM

### 俺のケツをなめろ!×ガールズ&パンツァー〜ボコ争奪戦です〜
『ガールズ&パンツァー』とのコラボ商品。ゲンブンゲームズから発売され、『俺ケツ用ガルパンコラボ拡張セット』も複数販売されている。

### 1/35 プラモデル 黒騎士物語 キングタイガー(ヘンシェル砲塔)
小林源文による新規イラストパッケージ仕様。パーツは、ICM社製。デカール(マーキング)は、ドイツ陸軍 黒騎士中隊 中隊長エルンスト・フォン・バウアー大尉 搭乗車。
販売:ハセガワ 品番SP395 価格6200円(+消費税) 2019年1月発売